# Chloroclystis pullivirens
Chloroclystis pullivirens är en fjärilsart som beskrevs av Louis Beethoven Prout 1935. Chloroclystis pullivirens ingår i släktet Chloroclystis och familjen mätare. Inga underarter finns listade i Catalogue of Life.